# Božetići
Božetići es un pueblo ubicado en la municipalidad de Nova Varoš, en el distrito de Zlatibor, Serbia.

## Superficie
Posee una superficie de 18,62 kilómetros cuadrados.

## Demografía
Hasta 2011 la población era de 288 habitantes, con una densidad de población de 15,46 habitantes por kilómetro cuadrado.